# (8211) 1995 EB1
(8211) 1995 EB1 là một tiểu hành tinh vành đai chính. Nó được phát hiện bởi Seiji Ueda và Hiroshi Kaneda ở Kushiro, Hokkaidō, Nhật Bản, ngày 5 tháng 3 năm 1995.